# Salve festa dies

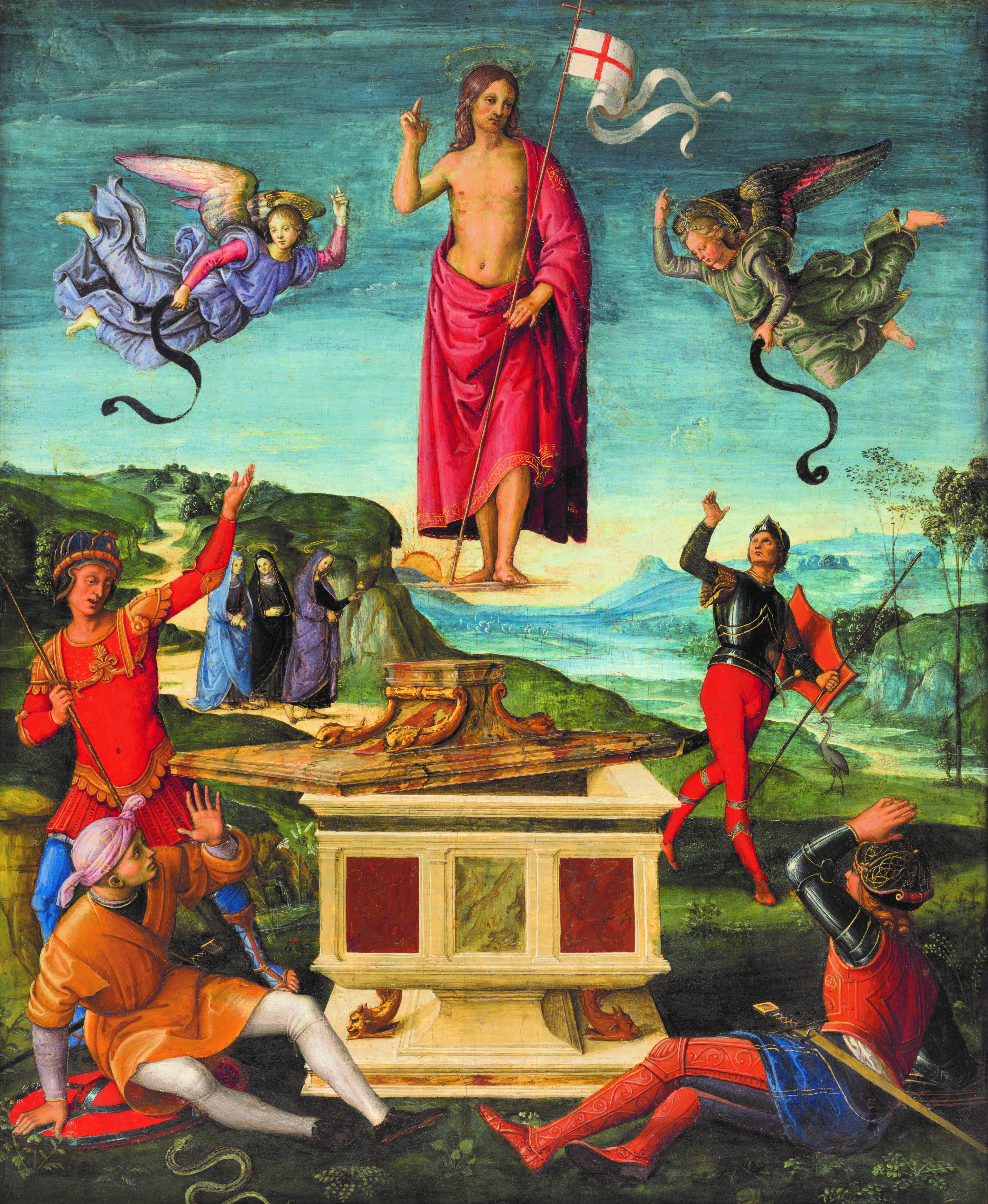
Risurrezione di Raffaello.

Salve festa dies è un inno della Chiesa cattolica, nel quale si celebra la Pasqua cristiana (festa dies), con la Resurrezione di Gesù.
La tradizione lo attribuisce al poeta latino Venanzio Fortunato, che l'avrebbe scritto prima dell'anno 609. In tal caso sarebbe uno dei più antichi canti tramandati.
L'inno, non incluso nella liturgia obbligatoria, viene cantato durante il rito processionale introduttivo della Messa nella giornata di Pasqua.

## Testo
| Testo latino (versione breve) | Traduzione italiana |
| --- | --- |
| Salve festa dies toto venerabilis aevo Qua Deus infernum vicit et astra tenet Ecce renascentis testatur gratia mundi Omnia cum Domino dona redisse suo Namque triumphanti post tristia tartara Christo Undique fronde nemus gramina flore favent Qui crucifixus erat Deus, ecce per omnia regnat Dantque Creatori cuncta creata precem Christe, salus rerum, bone Conditor atque Redemptor Unica progenies ex Deitate Patris Qui genus humanum cernens mersisse profundo Ut hominem eriperes es quoque factus homo Funeris exsequias pateris vitae auctor et orbis Intras mortis iter dando salutis opem. | Salve, giorno di festa, venerabile in tutta l'eternità, in quanto Dio vinse l'inferno e raggiunge il cielo. Ecco, è accertato che, a cagione del mondo che rinasce, con il suo Signore tutti i doni abbiano fatto ritorno: infatti, dopo il triste averno, a Cristo trionfante ovunque plaudono il bosco col fogliame e le piante col fiore. Dio, che era crocifisso, ecco regna su tutto e tutte le cose create danno lode al Creatore. O Cristo, sostegno di ogni cosa, o buon Creatore e Redentore, unica progenie dalla natura divina del Padre, che vedendo il genere umano immerso nel profondo, per sollevare l'uomo, ti sei pure fatto uomo, col calice del sacrificio , (Tu) Artefice della vita e del mondo, oltrepassi la strada della morte e il sepolcro , dando via di salvezza. |